# ساخت چین (فیلم ۲۰۱۴)
ساخت چین (کره‌ای: 메이드 인 차이나) فیلمی به کارگردانی کیم دونگ-هو و نویسندگی کیم کی-دوک محصول سال ۲۰۱۴ کره جنوبی است.

## جوایز
| سال  | جشنواره                      | بخش                    | نامزدی      | نتیجه    | جایزه | منبع  |
| ---- | ---------------------------- | ---------------------- | ----------- | -------- | ----- | ----- |
| ۲۰۱۵ | جشنواره بین‌المللی فیلم توکیو | بهترین فیلم آینده آسیا | کیم دونگ هو | نامزدشده |       | [ ۵ ] |